# Newport County Association Football Club
Newport County Association Football Club, ou apenas Newport County, é um clube de futebol do País de Gales, com sede na cidade de Newport (País de Gales). Atualmente disputa a League Two, a quarta divisão do futebol inglês. 